# عبدالله شحات
عبدالله شحات (انگلیسی: Abdallah Shahat؛ زادهٔ ۱۰ مهٔ ۱۹۸۵) بازیکن فوتبال اهل مصر است.
از باشگاه‌هایی که در آن بازی کرده‌است می‌توان به باشگاه فوتبال انپی و باشگاه ورزشی اسماعیلی اشاره کرد.
وی همچنین در تیم ملی فوتبال مصر بازی کرده‌است.